# Твалиашвили, Екатерина Николаевна
Екатерина Николаевна Твалиашвили (1924, Горийский район, ССР Грузия) — бригадир Варианского плодоводческого совхоза Горийского района, Грузинская ССР. Герой Социалистического Труда (1966).

## Биография
Родилась в 1924 году в крестьянской семье в одном из сельских населённых пунктов Горийского района. После местной школы трудилась обучалась в агрономическом техникуме, по окончании которого трудилась агротехником в плодоводческом совхозе в селе Вариани. За выдающиеся трудовые достижения и в ознаменовании 50-летия Международного женского дня была награждена Орденом Ленина.
В последующем возглавляла бригаду, которая досрочно выполнила принятые коллективные социалистические обязательства и плановые задания Семилетки (1959—1965). Указом Президиума Верховного Совета СССР от 2 апреля 1966 года удостоена звания Героя Социалистического Труда за «достигнутые успехи в развитии сельского хозяйства, промышленности и науки Грузинской ССР» с вручением ордена Ленина и золотой медали «Серп и Молот» (№ 10899).
После выхода на пенсию проживала в селе Вариани.
Награды
- Герой Социалистического Труда
- Орден Ленина — дважды (07.03.1960; 1966)